# Marble Sounds
Marble Sounds es una banda de indie pop belga formada por Pieter Van Dessel (vocalista, guitarra, teclado), Frederik Bastiaensen (bajo), Johan De Coster (batería), Gianni Marzo (guitarra, dobro, voz) y Christophe Vandewoude (teclado, glockenspiel y voz). El grupo saltó a la fama con su primer álbum titulado Nice is Good, el cual obtuvo buenas críticas en las principales listas de Bélgica y dos de sus canciones («The Time to Sleep» y «Good Occasion») alcanzaron varios puestos en las listas musicales del país.

## Discografía

### Álbumes
- Nice Is Good (2010), Zealrecords
- Dear Me, Look Up (2013), Zealrecords
- Tautou (2016), Zealrecords

### EP
- A Painting or a Spill (2007)